# Wereldkampioenschap wegrace 1953
Het wereldkampioenschap wegrace seizoen 1953 was het vijfde in de geschiedenis van het door de FIM georganiseerde wereldkampioenschap wegrace.

## Algemeen
In 1953 reed Reg Armstrong in de lichte klassen met NSU's en hij werd in de 125cc-klasse negende en in de 250ccklasse tweede achter zijn teamgenoot Werner Haas. Haas was de eerste Duitser die een wereldtitel behaalde. Twee zelfs, want hij werd kampioen in de 125- en de 250cc-klasse. Na het vertrek van Les Graham had Velocette geen echt sterke fabrieksrijder meer. Bovendien was gebleken dat ook de nieuwe 250cc-DOHC-motor niet opgewassen was tegen de snellere Moto Guzzi Gambalunghino. In 1953 was het afgelopen; slechts enkele privérijders kwamen nog met Velocettes aan de start. Een protest van de coureurs en de steun van de belangrijkste teams zorgde ervoor dat de Grand Prix van Duitsland op de Schottenring flink aan belang inboette. Men vond het circuit te gevaarlijk en er zouden later ook geen WK-races meer gehouden worden. De 350- en de 500cc-race mochten wel verreden worden, maar zouden niet meetellen voor het WK. Carlo Bandirola (350cc, MV Agusta) en Walter Zeller (500 cc, BMW) mochten hun overwinningspunten niet houden. De lichtere 125- en 250cc, die met hun lagere vermogen minder gevaarlijk waren, telden wel mee. Opmerkelijk genoeg bleef de Isle of Man TT buiten schot, terwijl die gemiddeld één dode per jaar eiste. Norton-coureur Ken Kavanagh reed de laatste Grand Prix al met een Moto Guzzi Bialbero 250 en (waarschijnlijk) een Moto Guzzi Quattro Cilindri. Een voorbode van zijn succesvolle overstap naar dat merk in 1954. De overwinning van Moto Guzzi in de 350cc-klasse moet een verrassing voor de Britten zijn geweest. De Italianen hadden nog nooit machines in die klasse ingezet, waardoor Norton, AJS en Velocette de punten hadden kunnen verdelen.
|         | 1e | 2e | 3e | 4e | 5e | 6e |
| ------- | -- | -- | -- | -- | -- | -- |
| Punten: | 8  | 6  | 4  | 3  | 2  | 1  |

|               | 125 cc | 250 cc | 350 cc | 500 cc | Zijspan |
| ------------- | ------ | ------ | ------ | ------ | ------- |
| Aantal races: | 6      | 6      | 7      | 8      | 5       |
| Tellend:      | 4      | 4      | 4      | 5      | 4       |

## Merken/teams
Alle Italiaanse 500cc-teams hadden nu definitief gekozen voor Angelsaksische rijders, begrijpelijk omdat die de 60km-lange Snaefell Mountain Course op het eiland Man kenden. Zo reden Fergus Anderson, Reg Armstrong, Dickie Dale, Geoff Duke en Cecil Sandford in Italiaanse dienst voor de zware klassen en Arthur Wheeler, Tommy Wood en Bill Webster voor de lichtere klassen.
- AJS had officieel nog steeds een fabrieksteam, maar zowel de ontwikkeling van de 350cc-AJS 7R als de 500cc-AJS E95 werden door Associated Motor Cycles op een laag pitje gezet. AMC was immers ook eigenaar van Norton, dat in beide klassen actief was met de Norton Manx-racers. De AJS 7R "Boy Racer" werd meer aangepast voor privérijders, met dezelfde cilindermaten als de AJS 7R3-fabrieksracer, maar zonder diens dure cilinderkop met twee inlaatkleppen. De E96 werd ingezet door Rod Coleman en Bill Doran, maar slechts af en toe. Coleman reed zelfs een aantal wedstrijden met een Norton Manx, waarschijnlijk omdat hij werd betaald door AMC, niet door AJS.
- BMW was bezig met de ontwikkeling van de RS 53, een productieracer. Waarschijnlijk met een voorseriemodel won Walter Zeller de Grand Prix van Duitsland, die niet meetelde voor het wereldkampioenschap wegens het te gevaarlijke circuit. In de zijspanklasse kwamen Wilhelm Noll, Wiggerl Kraus en Fritz Hillebrand aan de start met BMW, zeer waarschijnlijk getunede versies van de R 51/3.
- Gilera kende een zeer succesvol seizoen en bezette aan het einde de eerste drie plaatsen in het 500cc-wereldkampioenschap met Geoff Duke, Reg Armstrong en Alfredo Milani. Vreemd genoeg was regerend wereldkampioen Umberto Masetti vertrokken. Hij startte alleen nog in de GP des Nations, waar hij met een NSU Rennmax zesde werd.
- Mondial trok zich terug uit het wereldkampioenschap wegrace. Enkele privérijders (Lo Simons en Georg Braun) scoorden nog punten met de Mondial 125 Monoalbero-productieracer, maar de Mondial 125 Bialbero-fabrieksracer kwam, volledig herzien door Alfonso Drusiani, pas in het seizoen 1954 weer terug op de circuits.
- Morini had wellicht hoop geput uit de twee overwinningen van Emilio Mendogni in de laatste GP's van 1952, maar Mendogni en Luigi Zinzani konden dat succes niet voortzetten.
- Moto Guzzi boorde de 250cc-Moto Guzzi Gambalunghino op tot 317 cc en dat was genoeg om Fergus Anderson aan de wereldtitel in de 350cc-klasse te helpen. Aan het einde van het seizoen ontwikkelde men de machine door tot de 345cc-Moto Guzzi Monocilindrica 350. Het was net op tijd, want in de 250cc-klasse had Moto Guzzi jarenlang gedomineerd, maar daar moest het het hoofd buigen voor de NSU Rennmaxen van Werner Haas en Reg Armstrong. Een dure investering, de door Carlo Giannini ontwikkelde viercilinder Quattro Cilindri viercilinder met brandstofinjectie werd een flop. De punten van Fergus Anderson in de 500cc-klasse behaalde hij met een Monocilindrica 350.
- MV Agusta: De overwinningen in de laatste wedstrijden van 1952 gaven goede hoop voor het nieuwe seizoen, maar al in de openingsrace, de Senior TT, verongelukte Les Graham aan de voet van Bray Hill toen hij probeerde Geoff Duke (Gilera) bij te blijven. Graham was met zijn 43 jaar een vaderfiguur voor veel coureurs geworden en hij was een persoonlijke vriend van graaf Domenico Agusta. Die trok zich het ongeluk zeer aan. Hij gelastte een uitgebreid onderzoek naar mogelijke oorzaken bij de motorfiets en trok het team voor de rest van het seizoen terug uit WK-races. Pas in de Grand Prix des Nations en de Grand Prix van Spanje kwam men weer aan de start.
- Norton bevond zich in tweestrijd. Rex McCandless, de man achter het featherbed frame, had in 1952 al geopperd om een viercilinder te bouwen, maar vond geen steun bij hoofdingenieur Joe Craig. In 1953 wierp men zich op de ontwikkeling van de Silver Fish Kneeler, een experimenteel prototype dat laag gebouwd was, met de brandstoftanks in de druppelstroomlijn. Zijspancoureur Eric Oliver gebruikte elementen van de Silver Fish in zijn zijspancombinatie, maar de solorijders vochten in de 350- en de 500cc-klassen tevergeefs tegen de Moto Guzzi Monocilindrica en de Gilera 500 4C. En dat terwijl oud-fabriekscoureur Geoff Duke zijn ervaringen met het featherbed-frame deelde met zijn nieuwe werkgever Gilera.
- NSU deelde met haar 125cc-Rennfox en haar 250cc-Rennmax rake klappen uit, die vooral bij Moto Guzzi en MV Agusta aankwamen. Werner Haas reed beide machines naar de wereldtitel.

## Coureurs
- Ray Amm was de enige Norton-coureur die in de 350cc-klasse weerstand kon bieden aan de Moto Guzzi Monocilindrica 350 en in de 500cc-klasse aan de Gilera 500 4C. Toen hij naar de Grand Prix van Frankrijk vertrok stond hij in beide klassen aan de leiding, hoewel hij die in de 500cc-klasse moest delen met Gilera-rijder Reg Armstrong. Tijdens de Franse Grand Prix brak hij echter een sleutelbeen en moest hij zijn seizoen beëindigen.
- Fergus Anderson werd de eerste coureur die in één seizoen GP's in drie verschillende klassen won: in de 500cc-klasse de Grand Prix van Spanje, in de 350cc-klasse drie Grands Prix én de wereldtitel en in de 250cc-klasse de Lightweight TT.
- Geoff Duke was fabrieksrijder bij Norton. Hij verdiende er als monteur en testrijder tien Pond per week, zijn prijzengeld en af ten toe een kleine bonus. Het veel hogere startgeld ging naar Norton Motors Ltd. Duke was dan ook niet erg tevreden en begin 1953 kon hij zich als autocoureur bij het Aston Martin team van David Brown voegen. Brown moest opbieden tegen Gilera en uiteindelijk ging Duke naar Italië. Norton verloor ook Dickie Dale en Reg Armstrong aan Gilera.
- Werner Haas had in het seizoen 1952 slechts aan enkele races deelgenomen, maar nu werd hij zowel met de 125cc-NSU Rennfox als met de 250cc-NSU Rennmax wereldkampioen.
- Ken Kavanagh kwam in 1953 nog uit voor Norton, maar in de laatste Grand Prix (Spanje) reed hij al voor zijn nieuwe werkgever Moto Guzzi.
- Hermann Paul Müller reed in dienst van MV Agusta, maar toen dat zich uit de 500cc-klasse terugtrok wegens het overlijden van Les Graham bood hij in de GP van Zwitserland zijn diensten aan aan Fritz Kleemann en Roland Schnell. Hij kwam met hun Horex-machines uit in de 350- en de 500cc-klasse, maar zonder succes.

### Gestopt
- Maurice Cann was al 42 jaar oud toen hij zijn carrière na de TT van Man afsloot.
- Rudi Felgenheier raakte ernstig gewond door een verkeersongeval op het eiland Man tijdens een onofficiële training toen de wegen openstonden voor het normale verkeer. Hij beëindigde zijn carrière.
- Hermann Gablenz had zijn carrière beëindigd.
- Denis Jenkinson beëindigde zijn carrière als bakkenist om zich op zijn journalistieke werk te gaan richten.
- Ewald Kluge verbrijzelde zijn bovenbeen bij een val op de Nürburgring, waardoor hij zijn carrière moest beëindigen.
- Syd Lawton had zijn carrière beëindigd.
- Cromie McCandless had zijn carrière beëindigd.
- Bruno Ruffo had al een groot deel van het seizoen 1952 gemist door blessures, maar na een nieuw ongeval tijdens de training van de TT van Man beëindigde hij zijn carrière.

### Overleden
- Gotthilf Gehring verongelukte tijdens de Maipokalrennen op de Hockenheimring toen een jonge politieagent een stofbril van het circuit wilde rapen. Ook de politieagent kwam om het leven.
- Les Graham verongelukte op het eiland Man. Op donderdag 11 juni won hij voor het eerst een klasse in de Isle of Man TT, de Lightweight 125 cc TT, maar daags erna verloor hij in de Senior TT de beheersing over de viercilinder MV Agusta bij Bray Hill. Hij was op slag dood. In die week vonden ook minder bekende coureurs het leven: Geoff Walker in de Senior TT en Harry Stephen en Thomas Swarbrick in de Junior TT.
- Ernie Ring, de nieuwe fabriekscoureur van AJS, verongelukte op 5 juli tijdens de GP van België.

## Races
Isle of Man TT, Mountain Course
De TT van Man kostte in 1953 vijf levens: Op 8 juni verongelukte Harry Stephens tijdens de Junior TT met zijn Norton 40M manx bij Bishopscourt en tijdens dezelfde race verongelukte Thomas Swarbrick met een AJS 7R bij de 13e mijlpaal. TT Marshal Bernard Rodgers kwam op 10 juni om het leven bij een verkeersongeval ter hoogte van Ballagarraghyn. Op 12 juni verongelukte de Australiër Geoffrey Walker tijdens de Senior TT bij Kerrowmoar met een Norton 30M Manx en in dezelfde race ook voormalig wereldkampioen Les Graham met zijn MV Agusta 500 4C op Quarterbridge Road bij de "bottom of Bray Hill". Dit was een dag nadat Graham voor het eerst van zijn leven een race in de Isle of Man TT had gewonnen, de Lightweight 125 cc TT. Bruno Ruffo, die al een groot deel van het seizoen 1952 had gemist na een zware val in de Duitse Grand Prix, viel in de trainingen opnieuw zo hard dat hij besloot zijn carrière te beëindigen. Hetzelfde overkwam Rudi Felgenheier die bij een verkeersongeval tijdens een onofficiële training zwaar geblesseerd raakte. Bijna alle races kenden een interval-start, maar de Lightweight 125 cc TT kende een massastart. De Clubman-races reden tegelijk. De Rhodesiër Ray Amm was enorm succesvol: hij won zowel de Junior TT als de Senior TT.
Dutch TT, Assen
Na zijn val in de TT van Man won Geoff Duke nu wel de 500cc-race met zijn Gilera 500 4C. Enrico Lorenzetti won de eerste 350cc-race voor Moto Guzzi, met de Moto Guzzi Monocilindrica 350, die zich nog in het ontwikkelingsstadium bevond en niet meer was dan een 317cc-Moto Guzzi Gambalunghino. Werner Haas legde de basis voor twee wereldtitels door zowel de 125cc- als de 250cc-klasse te winnen. Er waren twaalf podiumplaatsen te vergeven, die werden verdeeld onder slechts zes coureurs: 1x Geoff duke en Enrico Lorenzetti, 2x Werner Haas, Fergus Anderson en Ken Kavanagh en 3x Reg Armstrong.
GP van België, Spa-Francorchamps
De Grand Prix van België trok een groot aantal van ongeveer 100.000 toeschouwers. Ze kostte het leven aan de Australiër Ernie Ring, die voor het eerst op de fabrieks-AJS Porcupine reed.
GP van Duitsland, Schottenring
Dat de internationale motorsport in Duitsland enorm populair was bleek uit het aantal toeschouwers: ongeveer 200.000. Zij werden echter geconfronteerd met een boycot van de grote merken AJS, Gilera, Moto Guzzi en Norton om hun zwaardere (350- en 500 cc) machines op het slechte wegdek te laten starten. Zo won Carlo Bandirola de 350cc-race met de experimentele MV Agusta 350 4C en Walter Zeller de 500cc-race met de BMW RS 53, maar zij mochten kun WK-punten niet houden omdat de races ongeldig werden verklaard. Alleen de lichte klassen reden wel omdat dat door hun beperkten vermogen minder gevaarlijk werd geacht. De organisatie van de Duitse Grand Prix op de Schottenring was dientengevolge eenmalig: er zou nooit meer een WK-Grand Prix gehouden worden.
Ulster Grand Prix, Dundrod
De Ulster Grand Prix was verhuisd van het ene stratencircuit naar het andere, mogelijk om wat bredere wegen te krijgen voor de zijspanklasse. Het Dundrod Circuit lag slechts twee kilometer van het Clady Circuit. De ACU leek nog steeds vastbesloten er een succesvolle Grand Prix van te maken. Ze werd zelfs uitgebreid met de zijspannen en in de 125cc-race kreeg men het recordaantal van negen deelnemers aan de start. De Nieuw-Zeelander Ken Mudford had een goede week: als privérijder, toegevoegd aan het team van Norton scoorde hij een punt in de 500cc-race en won hij de 350cc-race.
GP van Zwitserland, Bremgarten
Het programma van de motorraces werd over twee dagen verdeeld. Dat had onder meer te maken met de combinatie met de Formule 1 Grand Prix, die eneneens op 23 augustus werd verreden. In de 350cc-klasse debuteerde de toekomstig wereldkampioen Luigi Taveri, die met zijn AJS 7R op een ronde achterstand werd gereden.
GP des Nations, Monza
Nadat MV Agusta zich na het overlijden van Les Graham had teruggetrokken uit de 500cc-klasse, was men op Monza toch weer aanwezig. De 350cc-klasse en de zijspanklasse reden hun laatste race van het seizoen. Fergus Anderson kwam als 350cc-wereldkampioen naar Monza, maar in de zijspanklasse was het nog spannend tussen Eric Oliver en Cyril Smith. Er kwamen 100.000 toeschouwers naar de wedstrijden kijken. Zij zagen Werner Haas wereldkampioen in twee klassen worden.
GP van Spanje, Montjuïc
Hoewel de wereldtitels al vergeven waren, kwamen de meeste nieuwe wereldkampioenen toch naar Barcelona. Geoff Duke ontbrak, maar Fergus Anderson kwam wel, hoewel "zijn" klasse, de 350 cc, niet werd verreden. Werner Haas startte alleen in de 125cc-race, maar viel uit. Norton-coureur Ken Kavanagh nam een voorschot op zijn overstap naar Moto Guzzi in het seizoen 1954: hij startte waarschijnlijk met de viercilinder Moto Guzzi Quattro Cilindri met brandstofinjectie, maar haalde de finish niet.

## 500cc-klasse
In 1953 was de rol van Norton in de 500cc-klasse uitgespeeld. Rex McCandless begon te werken aan de Silver Fish, die een stroomlijnkuip had waarin twee brandstoftanks waren geïntegreerd. Norton contracteerde Ray Amm, Ken Kavanagh en Jack Brett, maar ze konden de Gileras niet meer bedreigen. Topcoureur Geoff Duke was samen met Reg Armstrong en Dickie Dale overgestapt naar Gilera en pakte de titel. Duke werd in de Ulster Grand Prix tweede, viel uit in de Senior TT en de GP van België en startte niet in de GP van Spanje, maar alle andere (vier) wedstrijden won hij. Zijn teamgenoten Armstrong en Alfredo Milani werden tweede en derde. Fergus Anderson won de 500cc-race in Spanje met een Moto Guzzi Monocilindrica 350. Dat laatste was ook wel tekenend voor de vorderingen van de 500cc Quattro Cilindri, waarvan de ontwikkeling al een jaar bezig was. En dan was daar nog AJS, dat aan de start kwam met de E95 Porcupine, maar het beste resultaat was voor Rod Coleman, die tiende werd, nog achter Anderson met zijn 345cc Moto Guzzi…
Isle of Man TT, Mountain Course
De Italiaanse merken die stuk voor stuk Angelsaksische coureurs hadden aangetrokken om in de TT van Man en de Ulster Grand Prix te presteren, kwamen voorlopig van een koude kermis thuis. Ray Amm en Jack Brett waren met hun Norton Manx' de snelsten en alleen Reg Armstrong scoorde met de Gilera 500 4C een podiumplaats, maar zijn machine miste vermogen en in de laatste ronde moest hij ook nog zijn ketting opnieuw over de tandwielen leggen. De andere Gilera-rijders Geoff Duke en Dickie Dale haalden de finish niet, maar voor MV Agusta was het resultaat dramatisch toen Les Graham bij Bray Hill ten val kwam en overleed. Het team trok zich voor de rest van het seizoen terug, maar startte wel weer in de thuisrace, de GP des Nations.
Dutch TT, Assen
Geoff Duke profiteerde optimaal van het lange stratencircuit in Drenthe. Op korte circuits waren de Nortons nog steeds moeilijk te verslaan, maar in Assen werden Duke en teamgenoot Reg Armstrong met hun Gilera viercilinders eerste en tweede, voor Ken Kavanagh met de Norton Manx. Bill Doran trad weer aan met de AJS E95 "Porcupine", maar werd op ruim negen minuten gereden, wat op het oude Circuit van Drenthe nog net geen ronde was. Fergus Anderson en Enrico Lorenzetti konden met de nieuwe Moto Guzzi Quattro Cilindri geen indruk maken: ze vielen allebei uit. Walter Zeller werd met de BMW RS 53 weliswaar zevende, maar met een ronde achterstand. BMW nam het WK dan ook niet zo serieus: de RS 53 was bedoeld als productieracer. MV Agusta was afwezig in de 500cc-klasse: het had zich na de dood van Les Graham teruggetrokken. De 500cc-race was overigens een slijtageslag: van de 41 starters haalden slechts 13 de finish. Onder de uitvallers waren grote namen, naast Anderson en Lorenzetti ook de Gilera-rijders Dickie Dale, Alfredo Milani en Umberto Masetti, de AJS-rijder Rod Coleman en Ray Amm, die met zijn Norton de snelste ronde had gereden.
GP van België, Spa-Francorchamps
Hoewel het snelle stratencircuit van Spa-Francorchamps meer op het lijf van de Gilera 500 4C was geschreven, wist Ray Amm zijn Norton Manx toch naar de tweede plaats te rijden, voor WK-leider Reg Armstrong. Diens teamgenoot Alfredo Milani won de race, terwijl Geoff Duke uitviel. Fergus Anderson haalde de finish met de nieuwe Moto Guzzi Quattro Cilindri maar bleef met zijn zevende plaats puntloos. De race werd overschaduwd door het overlijden van Ernie Ring. Die was het seizoen begonnen met de door Robin Sherry ontwikkelde tweecilinder Matchless G45, maar was nu door AJS benaderd om met de AJS E95-fabrieksracer te starten. Hij kwam bij Burnenville ten val en was op slag dood.
GP van Frankrijk, Rouen
Gilera pakte flink uit in Frankrijk: Het bezette het hele 500cc-podium en voorzag ook vader en zoon Georges- en Pierre Monneret van haar viercilinders. Geoff Duke won zijn tweede GP, maar Reg Armstrong, die nog geen enkele race gewonnen had, behield de toppositie in de totaalstand. Alfredo Milani werd weliswaar derde, maar met ruim een minuut achterstand. Ray Amm, die tot dit moment met zijn Norton de eerste plaats met Armstrong had gedeeld, kon niet starten omdat hij in de 350cc-race een sleutelbeen gebroken had. Het 500cc-team van MV Agusta was afwezig uit piëteit vanwege het overlijden van Les Graham. Het 500cc-team van Moto Guzzi ontbrak ook, waarschijnlijk werkend aan het verbeteren van de Quattro Cilindri, waarvan de resultaten erg tegenvielen.
Ulster Grand Prix, Dundrod
De overwinning van Ken Kavanagh was belangrijk voor Norton, vooral nu haar beste rijder Ray Amm geblesseerd was. Kavanagh begon zich nu nadrukkelijk met de topposities in het WK te bemoeien, maar Geoff Duke (Gilera) deed met zijn tweede plaats ook goede zaken: hij naderde teamgenoot Reg Armstrong tot op één punt.
GP van Zwitserland, Bremgarten
Na zijn vierde plaats in de Ulster Grand Prix werd Reg Armstrong nu slechts derde, achter zijn teamgenoten Geoff Duke en Alfredo Milani. Met Giuseppe Colnago was het succes voor Gilera compleet. Duke nam de leiding in het kampioenschap nu over van Armstrong, die feitelijk 27 punten had, maar er daar drie van moest wegstrepen omdat slechts vijf resultaten meetelden voor het wereldkampioenschap. Het was ook een goede dag voor Piero Taruffi, de constructeur die er bij Giuseppe Gilera op had aangedrongen Duke naar Gilera te halen. Taruffi had toch al goede herinneringen aan het circuit van Bremgarten, want in 1952 had hij met een Ferrari zijn enige overwinning in de Formule 1 hier gehaald. Fritz Kleemann had de Horex 500cc-wegracer ter beschikking gesteld aan "Happi" Müller, die uit piëteit voor de verongelukte Les Graham niet met zijn MV Agusta mocht starten. Müller haalde de finish niet en dit was dan ook het laatste jaar van het bestaan van de 500cc-Horex.
GP des Nations, Monza
MV Agusta was op volle sterkte aanwezig, inclusief Carlo Bandirola, die zich dit seizoen vooral op het Italiaans kampioenschap had moeten richten. Bandirola viel echter uit, evenals Fergus Anderson, die weer eens met de Moto Guzzi Quattro Cilindri mocht aantreden. Gilera voorzag Pierre Monneret weer van een machine. Tegenover deze massale inzet van de Italiaanse merken stond de afwezigheid van de inmiddels kansloze teams van Norton en AJS. Gilera was opnieuw niet te verslaan. Het bezette de eerste vier plaatsen in de race en winnaar Geoff Duke was nu zeker van zijn vierde wereldtitel.
GP van Spanje, Montjuïc
Zonder de Gilera-rijders Geoff Duke en Alfredo Milani won Fergus Anderson met zijn eencilinder Moto Guzzi Monocilindrica 350 de Spaanse 500cc-Grand Prix. Anderson's overwinning was niet gestolen: er was wel degelijk sterke concurrentie van Dickie Dale, Giuseppe Colnago en Nello Pagani, die echter ook het hoofd moesten buigen voor Carlo Bandirola met zijn MV Agusta 500 4C. Bandirola was nog nauwelijks aan rijden toegekomen omdat MV Agusta zich na de dood van Les Graham uit het WK-seizoen had teruggetrokken. Fergus Anderson werd de eerste coureur in de geschiedenis die in één seizoen overwinningen in drie verschillende klassen had gescoord. De Britse merken kwamen er niet aan te pas: de snelste Norton-coureur Tommy Wood werd op twee ronden gereden en de enige AJS-rijder, Rod Coleman haalde de finish niet.

### Uitslagen 500cc-klasse
|   | Datum       | Race               | Circuit           | 1e                         | 2e                         | 3e                         | Snelste ronde              |
| - | ----------- | ------------------ | ----------------- | -------------------------- | -------------------------- | -------------------------- | -------------------------- |
| 1 | 12 juni     | Isle of Man TT     | Mountain Course   | Ray Amm                    | Jack Brett                 | Reg Armstrong              | Ray Amm                    |
| 2 | 27 juni     | TT van Assen       | Assen             | Geoff Duke                 | Reg Armstrong              | Ken Kavanagh               | Ray Amm                    |
| 3 | 5 juli      | GP van België      | Spa-Francorchamps | Alfredo Milani             | Ray Amm                    | Reg Armstrong              | Geoff Duke                 |
| 4 | 19 juli     | GP van Duitsland   | Schottenring      | Uitslag ongeldig verklaard | Uitslag ongeldig verklaard | Uitslag ongeldig verklaard | Uitslag ongeldig verklaard |
| 5 | 2 augustus  | GP van Frankrijk   | Rouen             | Geoff Duke                 | Reg Armstrong              | Alfredo Milani             | Reg Armstrong              |
| 6 | 15 augustus | Ulster Grand Prix  | Dundrod           | Ken Kavanagh               | Geoff Duke                 | Jack Brett                 | Ken Kavanagh en Geoff Duke |
| 7 | 23 augustus | GP van Zwitserland | Bremgarten        | Geoff Duke                 | Alfredo Milani             | Reg Armstrong              | Rod Coleman                |
| 8 | 6 september | GP des Nations     | Monza             | Geoff Duke                 | Dickie Dale                | Libero Liberati            | Dickie Dale                |
| 9 | 4 oktober   | GP van Spanje      | Montjuïc          | Fergus Anderson            | Carlo Bandirola            | Dickie Dale                | Fergus Anderson            |

### Eindstand 500cc-klasse
| Pos. | Coureur          | Motorfiets | Ptn.    |
| ---- | ---------------- | ---------- | ------- |
| 1    | Geoff Duke       | Gilera     | 38      |
| 2    | Reg Armstrong    | Gilera     | 24 (30) |
| 3    | Alfredo Milani   | Gilera     | 18      |
| 4    | Ken Kavanagh     | Norton     | 18      |
| 5    | Ray Amm          | Norton     | 14      |
| 6    | Jack Brett       | Norton     | 13      |
| 7    | Dickie Dale      | Gilera     | 11      |
| 8    | Giuseppe Colnago | Gilera     | 11      |
| 9    | Fergus Anderson  | Moto Guzzi | 8       |
| 10   | Rod Coleman      | AJS        | 7       |

| Pos. | Coureur             | Motorfiets | Ptn. |
| ---- | ------------------- | ---------- | ---- |
| 11   | Carlo Bandirola     | MV Agusta  | 6    |
| 12   | Libero Liberati     | Gilera     | 4    |
| 13   | Bill Doran          | AJS        | 3    |
| 13   | Derek Farrant       | AJS        | 3    |
| 15   | Cecil Sandford      | MV Agusta  | 2    |
| 15   | Nello Pagani        | Gilera     | 2    |
| 17   | Peter Davey         | Norton     | 1    |
| 17   | Ken Mudford         | Norton     | 1    |
| 17   | Hermann Paul Müller | MV Agusta  | 1    |
| 17   | Tommy Wood          | Norton     | 1    |

(Punten tussen haakjes zijn inclusief streepresultaten)

### Constructeurstitel 500cc-klasse
| Pos. | Constructeur | Ptn.    |
| ---- | ------------ | ------- |
| 1    | Gilera       | 40 (54) |
| 2    | Norton       | 29 (30) |
| 3    | AJS          | 10      |
| 4    | Moto Guzzi   | 8       |
| 5    | MV Agusta    | 8       |

(Punten tussen haakjes zijn inclusief streepresultaten)

## 350cc-klasse
In de 350cc-klasse kwam Ray Amm in 1953 met zijn Norton door een blessure niet verder dan de derde plaats, toen Moto Guzzi de Moto Guzzi Gambalunghino had opgeboord tot 317cc en Fergus Anderson de titel pakte voor teamgenoot Enrico Lorenzetti. De Guzzi-racer groeide uiteindelijk uit tot de Moto Guzzi Monocilindrica 350, in 1953 nog met slechts 345cc.
Isle of Man TT, Mountain Course
De Junior TT werd een prooi voor Norton, met Ray Amm en Ken Kavanagh op de eerste twee plaatsen. De Italiaanse merken hadden nog geen interesse voor de 350cc-klasse getoond, maar nu finishte er één in de Junior TT: Fergus Anderson werd derde met de eerste versie van de Moto Guzzi Monocilindrica 350, nu nog een tot 317 cc opgeboorde Moto Guzzi Gambalunghino. Die machine zou in de loop van het jaar doorontwikkeld worden en Anderson de wereldtitel brengen. De Velocette KTT Mk VIII had haar tijd nu wel gehad: de eerste finisher was R.F. Walker op de 31e plaats, mede omdat Cecil Sandford uitviel. Les Graham startte met het eerste prototype van de MV Agusta 350 4C, maar viel uit. Door zijn latere overlijden en het terugtrekken van het team van MV Agusta zou die machine pas in 1954 weer aan de start komen. .
Dutch TT, Assen
Enrico Lorenzetti was niet aan de start gekomen in de TT van Man, waar Fergus Anderson met de nieuwe Moto Guzzi Monocilindrica 350 op bijna drie minuten was gereden. In Assen versloeg Lorenzetti de Britse Norton Manx en AJS 7R voor het eerst: hij won voor Ray Amm en Ken Kavanagh.
GP van België, Spa-Francorchamps
Opnieuw werden Norton en AJS verslagen door de nieuwe Moto Guzzi Monocilindrica 350, die waarschijnlijk inmiddels was vergroot tot 345 cc. Fergus Anderson en Enrico Lorenzetti bleven Ray Amm ruim voor, terwijl ze onderling slechts met een seconde verschil finishten. Amm behield nog wel de leiding in het wereldkampioenschap, waarin de rol van de AJS 7R uitgespeeld leek.
GP van Frankrijk, Rouen
Ray Amm reed de snelste ronde in de 350cc-race, maar hij kwam ten val, brak daarbij een sleutelbeen en moest zijn seizoen beëindigen. Tot dat moment had hij aan de leiding van zowel het 350- als het 500cc-wereldkampioenschap gestaan. Het was ook een grote tegenslag voor Norton, want geen enkele andere rijder kon een vuist maken tegen de Moto Guzzi Monocilindrica 350. Fergus Anderson won de race dan ook met bijna twee minuten voorsprong op Pierre Monneret met een AJS 7R. Enrico Lorenzetti moest al een ronde toegeven, maar werd wel derde en behield zijn tweede plaats in het wereldkampioenschap, dat nu geleid werd door Anderson.
Ulster Grand Prix, Dundrod
In de 350cc-klasse kwamen waarschijnlijk weinig toprijders aan de start. Ken Kavanagh en Jack Brett vielen uit, evenals Alano Montanari, die normaal alleen in de 250cc-klasse aantrad. Zo kon het gebeuren dat een groot aantal rijders hun eerste punten van het seizoen scoorde: winnaar Ken Mudford, Bob McIntyre, Harry Pearce, Malcolm Templeton en Ken Harwood. In de top vijf van het wereldkampioenschap veranderde dan ook niets.
GP van Zwitserland, Bremgarten
Fergus Anderson begon aan de Zwitserse Grand Prix met slechts twee punten voorsprong op Ray Amm en Enrico Lorenzetti. Amm was echter geblesseerd en Lorenzetti viel in de race uit. Dankzij zijn overwinning was Anderson nu al zeker van de wereldtitel.
GP des Nations, Monza
Door de 350cc-race te winnen verzekerde Enrico Lorenzetti zich van de tweede plaats in het kampioenschap, voor de reeds lang geblesseerde Ray Amm, die evenveel punten had als Ken Kavanagh, maar dankzij zijn overwinning in de Junior TT derde werd voor Kavanagh. HP Müller startte weer met de Schnell-Horex en werd verdienstelijk zevende. In de 500cc-klasse had hij niet voor Horex gereden omdat zijn werkgever MV Agusta daar een beroep op hem deed. De ontwikkeling van de Moto Guzzi Monocilindrica 350 was erg snel gegaan. De machine was nu al zo overtuigend dat alleen Moto Guzzi-rijders binnen dezelfde ronde eindigden.

### Uitslagen 350cc-klasse
|   | Datum       | Race               | Circuit           | 1e                         | 2e                         | 3e                         | Snelste ronde              |
| - | ----------- | ------------------ | ----------------- | -------------------------- | -------------------------- | -------------------------- | -------------------------- |
| 1 | 8 juni      | Isle of Man TT     | Mountain Course   | Ray Amm                    | Ken Kavanagh               | Fergus Anderson            | Ray Amm                    |
| 2 | 27 juni     | TT van Assen       | Assen             | Enrico Lorenzetti          | Ken Kavanagh               | Ray Amm                    | Fergus Anderson            |
| 3 | 5 juli      | GP van België      | Spa-Francorchamps | Fergus Anderson            | Enrico Lorenzetti          | Ray Amm                    | Ray Amm                    |
| 4 | 19 juli     | GP van Duitsland   | Schottenring      | Uitslag ongeldig verklaard | Uitslag ongeldig verklaard | Uitslag ongeldig verklaard | Uitslag ongeldig verklaard |
| 5 | 2 augustus  | GP van Frankrijk   | Rouen             | Fergus Anderson            | Pierre Monneret            | Enrico Lorenzetti          | Ray Amm                    |
| 6 | 15 augustus | Ulster Grand Prix  | Dundrod           | Ken Mudford                | Bob McIntyre               | Rod Coleman                | Ken Mudford                |
| 7 | 23 augustus | GP van Zwitserland | Bremgarten        | Fergus Anderson            | Ken Kavanagh               | Rod Coleman                | Fergus Anderson            |
| 8 | 6 september | GP des Nations     | Monza             | Enrico Lorenzetti          | Fergus Anderson            | Duilio Agostini            | Enrico Lorenzetti          |

### Eindstand 350cc-klasse
| Pos. | Coureur           | Motorfiets | Ptn.    |
| ---- | ----------------- | ---------- | ------- |
| 1    | Fergus Anderson   | Moto Guzzi | 30 (34) |
| 2    | Enrico Lorenzetti | Moto Guzzi | 26      |
| 3    | Ray Amm           | Norton     | 18      |
| 4    | Ken Kavanagh      | Norton     | 18      |
| 5    | Jack Brett        | Norton     | 12      |
| 6    | Rod Coleman       | AJS        | 9       |
| 7    | Ken Mudford       | Norton     | 8       |
| 8    | Pierre Monneret   | AJS        | 6       |
| 8    | Bob McIntyre      | AJS        | 6       |
| 10   | Duilio Agostini   | Moto Guzzi | 4       |
| 11   | Josef Albisser    | Norton     | 3       |
| 11   | Harry Pearce      | Velocette  | 3       |
| 11   | August Hobl       | DKW        | 3       |

| Pos. | Coureur           | Motorfiets | Ptn. |
| ---- | ----------------- | ---------- | ---- |
| 14   | Bill Doran        | AJS        | 2    |
| 14   | Derek Farrant     | AJS        | 2    |
| 16   | Ernie Ring (†)    | AJS        | 2    |
| 16   | Tommy Wood        | Norton     | 2    |
| 16   | Malcolm Templeton | AJS        | 2    |
| 16   | Leo Simpson       | AJS        | 2    |
| 20   | Ray Laurent       | AJS        | 1    |
| 20   | Ken Harwood       | AJS        | 1    |
| 20   | Karl Hofman       | DKW        | 1    |
| 20   | Tony McAlpine     | Norton     | 1    |

(Punten tussen haakjes zijn inclusief streepresultaten)

### Constructeurstitel 350cc-klasse
| Pos. | Constructeur | Ptn.    |
| ---- | ------------ | ------- |
| 1    | Moto Guzzi   | 32 (44) |
| 2    | Norton       | 28 (38) |
| 3    | AJS          | 18 (23) |
| 4    | DKW          | 4       |
| 5    | Velocette    | 3       |

(Punten tussen haakjes zijn inclusief streepresultaten)

## 250cc-klasse
In 1953 konden de Duitsers eindelijk toeslaan in de lichte klassen. NSU pakte met Werner Haas en Reg Armstrong de eerste twee plaatsen in de 250cc-klasse met de NSU Rennmax. Dat die machine erg snel was bleek in Assen, waar Werner Haas in zijn startronde (vanuit stilstand) met 141,777 km/h gemiddeld sneller was dan de snelste ronde van Bruno Ruffo in 1952: 141,770 km/h. Reg Armstrong reed voor MV Agusta in de 500cc-klasse, maar in de lichte klassen startte hij enkele malen met NSU's. In de 250cc-klasse startte hij in slechts vier wedstrijden, maar daarvan won hij er twee: de Ulster Grand Prix en de Grand Prix van Zwitserland. Daarmee werd hij tweede in het WK. Moto Guzzi had de Moto Guzzi Gambalunghino omgebouwd tot Bialbero 250, met dubbele bovenliggende nokkenassen, maar die was niet opgewassen tegen de NSU Rennmax.
Isle of Man TT, Mountain Course
Voor het eerst deden de Duitse fabrikanten een aanval op de hegemonie van Moto Guzzi in de Lightweight TT, maar Guzzi kwam met de nieuwe Moto Guzzi Bialbero 250 met dubbele bovenliggende nokkenassen en daarmee was Fergus Anderson de snelste. Werner Haas verloor met zijn NSU Rennmax slechts 17 seconden en Siegfried Wünsche werd met de DKW RM 250 derde. Reg Geeson werd met zijn zelfbouw-REG tiende. Een andere zelfbouwmachine, de CTS van Chris Tattersall, haalde de finish niet.
Dutch TT, Assen
Werner Haas was met de NSU Rennmax in de TT van Man weliswaar tweede geworden achter Fergus Anderson met de Moto Guzzi Bialbero 250, maar nu versloeg hij Anderson. Reg Armstrong werd met zijn NSU derde.
GP van Duitsland, Schottenring
Werner Haas won de 250cc-race met de NSU Rennmax en omdat Fergus Anderson met de Moto Guzzi Bialbero 250 niet scoorde bracht dit Haas alleen aan de leiding van het wereldkampioenschap. August Hobl werd met de DKW RM 250 derde.
Ulster Grand Prix, Dundrod
Dichter bij een thuisoverwinning kon een Ierse coureur als Reg Armstrong niet komen, maar dat had absoluut geen invloed op de stand in de 250cc-klasse. Werner Haas versloeg zijn grootste concurrent Fergus Anderson en liep zelfs nog uit in de totaalstand.
GP van Zwitserland, Bremgarten
Met een overwinning in de 250cc-race had Werner Haas zijn wereldtitel veilig kunnen stellen. Hij kwam echter ten val en hoewel hij wel weer opstapte finishte hij als zesde. Behalve Reg Armstrong profiteerde ook Fergus Anderson daarvan: ook hij werd weer titelkandidaat.
GP des Nations, Monza
Werner Haas finishte drie seconden achter Enrico Lorenzetti, maar dat deerde hem niet. Lorenzetti was geen concurrent in het wereldkampioenschap en Reg Armstrong werd slechts vierde. Zo was Haas zeker van de 250cc-titel.
GP van Spanje, Montjuïc
Enrico Lorenzetti won zijn tweede GP met de Moto Guzzi Bialbero 250 voor zijn nieuwe stalgenoot Ken Kavanagh, die meteen een sterke indruk op zijn nieuwe werkgever achterliet. Fergus Anderson, wereldkampioen 350cc, werd derde, Alano Montanari vierde en Tommy Wood vijfde. Zo was het succes voor Moto Guzzi groot, maar er kwam dan ook geen NSU Rennmax aan de start. De tiende plaats van Kurt Knopf reed hij met een heel nieuwe NSU, de veel eenvoudiger productieracer Sportmax.

### Uitslagen 250cc-klasse
|   | Datum       | Race               | Circuit         | 1e                | 2e              | 3e                | Snelste ronde     |
| - | ----------- | ------------------ | --------------- | ----------------- | --------------- | ----------------- | ----------------- |
| 1 | 10 juni     | Isle of Man TT     | Mountain Course | Fergus Anderson   | Werner Haas     | Siegfried Wünsche | Fergus Anderson   |
| 2 | 27 juni     | TT van Assen       | Assen           | Werner Haas       | Fergus Anderson | Reg Armstrong     | Werner Haas       |
| 3 | 17 juli     | GP van Duitsland   | Schottenring    | Werner Haas       | Alano Montanari | August Hobl       | Werner Haas       |
| 4 | 15 augustus | Ulster Grand Prix  | Dundrod         | Reg Armstrong     | Werner Haas     | Fergus Anderson   | Reg Armstrong     |
| 5 | 22 augustus | GP van Zwitserland | Bremgarten      | Reg Armstrong     | Alano Montanari | Fergus Anderson   | Reg Armstrong     |
| 6 | 6 september | GP des Nations     | Monza           | Enrico Lorenzetti | Werner Haas     | Alano Montanari   | Enrico Lorenzetti |
| 7 | 4 oktober   | GP van Spanje      | Montjuïc        | Enrico Lorenzetti | Ken Kavanagh    | Fergus Anderson   | Alano Montanari   |

### Eindstand 250cc-klasse
| Pos. | Coureur           | Motorfiets | Ptn.    |
| ---- | ----------------- | ---------- | ------- |
| 1    | Werner Haas       | NSU        | 28 (35) |
| 2    | Reg Armstrong     | NSU        | 23      |
| 3    | Enrico Lorenzetti | Moto Guzzi | 22 (25) |
| 4    | Fergus Anderson   | Moto Guzzi | 22 (26) |
| 5    | Alano Montanari   | Moto Guzzi | 19      |
| 6    | Ken Kavanagh      | Moto Guzzi | 6       |
| 7    | Siegfried Wünsche | DKW        | 6       |
| 8    | August Hobl       | DKW        | 6       |

| Pos. | Coureur         | Motorfiets | Ptn. |
| ---- | --------------- | ---------- | ---- |
| 9    | Otto Daiker     | NSU        | 6    |
| 10   | Arthur Wheeler  | Moto Guzzi | 4    |
| 11   | Walter Reichert | NSU        | 3    |
| 12   | Tommy Wood      | Moto Guzzi | 3    |
| 13   | Sid Willis      | Velocette  | 2    |
| 13   | Wolfgang Brand  | NSU        | 2    |
| 15   | Rupert Hollaus  | Moto Guzzi | 1    |
| 15   | Umberto Masetti | NSU        | 1    |

(Punten tussen haakjes zijn inclusief streepresultaten)

### Constructeurstitel 250cc-klasse
| Pos. | Constructeur | Ptn.    |
| ---- | ------------ | ------- |
| 1    | NSU          | 32 (44) |
| 2    | Moto Guzzi   | 30 (46) |
| 3    | DKW          | 11      |
| 4    | Velocette    | 2       |

(Punten tussen haakjes zijn inclusief streepresultaten)

## 125cc-klasse
In 1953 won Les Graham voor het eerst van zijn leven een wedstrijd op het eiland Man. Hij deed dat in de Lightweight 125 cc TT. Een dag later verloor hij zijn leven tijdens de Senior TT. Hij werd postuum vijfde in het wereldkampioenschap. Graham had voor een hoopvolle aftrap van het seizoen voor MV Agusta gezorgd, maar Werner Haas werd toen al tweede en dat was een opmerkelijke prestatie voor iemand die het 60 km lange circuit niet kende. Haas won in Assen, Duitsland en Monza en werd met zijn NSU Rennfox met ruime voorsprong wereldkampioen in de 125cc-klasse in 1953. Het was het eerste grote naoorlogse succes voor Duitsland. De volgende vier plaatsen waren voor MV Agusta: Cecil Sandford, Carlo Ubbiali, Angelo Copeta en wijlen Les Graham. In 1953 nam er voor het eerst een Spaanse Montesa deel. Dat gebeurde in de 125cc-klasse waar Marcelo Cama twee punten wist te scoren en twaalfde werd.
Isle of Man TT, Mountain Course
Nog steeds trok de Ultra-Lightweight TT (overigens omgedoopt tot Lightweight 125 cc TT) weinig rijders. Slechts 22 kwamen er aan de start en 12 haalden de eindstreep. Les Graham scoorde zijn eerste overwinning met de MV Agusta 125 Bialbero én zijn eerste overwinning op het eiland Man, bijna een minuut voor de heftig strijdende Werner Haas en Cecil Sandford, die met slechts 0,2 seconde verschil over de finish gingen. Mondial bleef puntloos, maar het had zich (tijdelijk) teruggetrokken uit het wereldkampioenschap. Archie Fenn werd met een Mondial 125 Monoalbero-productieracer zevende en Dickie Dale viel uit.
Dutch TT, Assen
Hoewel MV Agusta zich na het overlijden van Les Graham uit de 500cc-klasse had teruggetrokken, zette het wel een tamelijk volledig team in in de 125cc-klasse. Carlo Ubbiali en Cecil Sandford waren met hun MV Agusta 125 Bialbero's echter niet snel genoeg voor de NSU Rennfox van Werner Haas.
GP van Duitsland, Schottenring
Carlo Ubbiali won de 125cc-race met de MV Agusta 125 Bialbero, maar had minder dan twee seconden voorsprong op Werner Haas met de NSU Rennfox. Ubbiali klom daardoor naar de tweede plaats in het WK, maar hij vormde nog geen echte bedreiging voor Haas, die bleef leiden.
Ulster Grand Prix, Dundrod
Nog steeds kon men het startveld voor de 125cc-klasse in Ulster niet vullen. Dit jaar waren er negen deelnemers en dat was een recordaantal. Door zijn overwinning had Werner Haas de wereldtitel op een haar na binnen. Alleen Cecil Sandford kon hem theoretisch nog bedreigen.
GP des Nations, Monza
Zelfs als Carlo Ubbiali of Cecil Sandford nog twee GP's zou winnen, had Werner Haas genoeg aan de vierde plaats om wereldkampioen te worden. Daar liet hij het echter niet op aan komen. Haas won met slechts 0,4 seconde verschil van Emilio Mendogni, die het gevecht om de tweede plaats van Ubbiali won. Zo was Haas ook 125cc-wereldkampioen. Mendogni scoorde met zijn podiumplaats tevens de eerste punten van het seizoen. Sandford kwam niet aan de start.
GP van Spanje, Montjuïc
NSU trad in de 125cc-klasse wél aan met een sterk team, maar Otto Daiker en Werner Haas vielen uit. Angelo Copeta en Cecil Sandford waren de derde NSU-rijder Rupert Hollaus royaal te snel af. Hollaus bereikte de finish ruim een minuut later dan het MV Agusta-team. Montesa, gevestigd in Barcelona, bracht een aantal van haar tweetakten op de baan, maar zonder succes.

### Uitslagen 125cc-klasse
|   | Datum       | Race              | Circuit         | 1e            | 2e              | 3e             | Snelste ronde |
| - | ----------- | ----------------- | --------------- | ------------- | --------------- | -------------- | ------------- |
| 1 | 11 juni     | Isle of Man TT    | Mountain Course | Les Graham    | Werner Haas     | Cecil Sandford | Les Graham    |
| 2 | 27 juni     | TT van Assen      | Assen           | Werner Haas   | Carlo Ubbiali   | Cecil Sandford | Werner Haas   |
| 3 | 17 juli     | GP van Duitsland  | Schottenring    | Carlo Ubbiali | Werner Haas     | Otto Daiker    | Werner Haas   |
| 4 | 15 augustus | Ulster Grand Prix | Dundrod         | Werner Haas   | Cecil Sandford  | Reg Armstrong  | Werner Haas   |
| 5 | 6 september | GP des Nations    | Monza           | Werner Haas   | Emilio Mendogni | Carlo Ubbiali  | Werner Haas   |
| 6 | 4 oktober   | GP van Spanje     | Montjuïc        | Angelo Copeta | Cecil Sandford  | Rupert Hollaus | Angelo Copeta |

### Eindstand 125cc-klasse
| Pos. | Coureur         | Motorfiets | Ptn.    |
| ---- | --------------- | ---------- | ------- |
| 1    | Werner Haas     | NSU        | 30 (36) |
| 2    | Cecil Sandford  | MV Agusta  | 20      |
| 3    | Carlo Ubbiali   | MV Agusta  | 18      |
| 4    | Angelo Copeta   | MV Agusta  | 17      |
| 5    | Les Graham (†)  | MV Agusta  | 8       |
| 6    | Otto Daiker     | NSU        | 7       |
| 7    | Emilio Mendogni | Morini     | 6       |
| 8    | Wolfgang Brand  | NSU        | 5       |
| 9    | Reg Armstrong   | NSU        | 4       |
| 9    | Rupert Hollaus  | NSU        | 4       |
| 11   | Luigi Zinzani   | Morini     | 3       |

| Pos. | Coureur          | Motorfiets | Ptn. |
| ---- | ---------------- | ---------- | ---- |
| 12   | Arnold Jones     | MV Agusta  | 2    |
| 12   | Drikus Veer      | Morini     | 2    |
| 12   | Walter Reichert  | NSU        | 2    |
| 12   | Tito Forconi     | MV Agusta  | 2    |
| 12   | Marcello Cama    | Montesa    | 2    |
| 17   | Bill Webster     | MV Agusta  | 1    |
| 17   | Lo Simons        | Mondial    | 1    |
| 17   | Karl Lottes      | MV Agusta  | 1    |
| 17   | Fron Purslow     | MV Agusta  | 1    |
| 17   | Paolo Campanelli | MV Agusta  | 1    |
| 17   | Georg Braun      | Mondial    | 1    |

### Constructeurstitel 125cc-klasse
Omdat MV Agusta en NSU in de strijd om de constructeurstitel exact evenveel punten en overwinningen hadden gehaald en ook de overige plaatsen precies gelijk waren, werden alle race-tijden van de beste coureurs bij elkaar opgeteld. MV Agusta won met 36,1 seconde voorsprong op NSU en kreeg de titel.
| Pos. | Constructeur | Ptn.    |
| ---- | ------------ | ------- |
| 1    | MV Agusta    | 30 (40) |
| 2    | NSU          | 30 (40) |
| 3    | Morini       | 9       |
| 4    | Montesa      | 2       |
| 5    | Mondial      | 2       |

(Punten tussen haakjes zijn inclusief streepresultaten)

## Zijspanklasse
Eric Oliver gebruikte in 1953 het "Silver Fish Kneeler"-ontwerp van het Norton-featherbed frame voor zijn zijspancombinaties en het werd door alle concurrenten uiteindelijk gekopieerd, waardoor de Kneeler zijspannen ontstonden. Oliver was daardoor de eerste zijspancoureur die met een volledig gestroomlijnde combinatie reed. BMW kwam steeds sterker op met eigen fabrieksteams als Wilhelm Noll/Fritz Cron, Ludwig Kraus/Bernard Huser en Fritz Hillebrand/Manfred Grunwald. Daar stond tegenover dat Gilera niet meer deelnam, en daardoor werd het juist een succesjaar voor Norton, dat de eerste vijf plaatsen in het wereldkampioenschap bezette. Met zijn nieuwe bakkenist Stanley Dibben won Oliver vier van de vijf Grands Prix en hij haalde zijn vierde wereldtitel.
GP van België, Spa-Francorchamps
Eric Oliver had in Stanley Dibben een goede vervangend bakkenist voor de gestopte Lorenzo Dobelli gevonden. Hij had feitelijk ook een nieuwe motorfiets, de Norton Manx Silver Fish Kneeler. Deze laag gebouwde machine was door Rex McCandless aanvankelijk ontwikkeld voor de 500cc-klasse, maar bleek prima te functioneren naast het Watsonian-zijspan. Het was de opmaat voor de toekomst: binnen enkele jaren zouden alle zijspancoureurs geknield zitten, maar nu kreeg Oliver er de bijnaam "frog" (kikker) door. Hij had ook nog niet zo veel profijt van zijn gestroomlijnde zithouding, want hij won met slechts een seconde verschil van Cyril Smith/Les Nutt, die een "normale" Norton Manx gebruikten. Ludwig "Wiggerl" Kraus en Bernard Huser werden met de BMW RS 53-zijspancombinatie derde, maar hadden ruim een minuut achterstand.
GP van Frankrijk, Rouen
Op het Circuit Spa-Francorchamps hadden Eric Oliver en Stanley Dibben nog niet echt kunnen profiteren van de stroomlijn van hun nieuwe Norton Silver Fish. Ze hadden weliswaar gewonnen, maar met een minimale voorsprong op Cyril Smith/Les Nutt. Op het meer bochtige Rouen-les-Essarts was het voordeel veel groter, waarschijnlijk niet zozeer vanwege de lage bouw, maar vanwege de geknielde zithouding van Oliver. Nu wonnen ze met ruim een minuut voorsprong en de rest van het veld werd op ten minste een ronde gereden.
Ulster Grand Prix, Dundrod
Ook de zijspanklasse was in Ulster niet ruim bezet met slechts zeven deelnemende combinaties, waarvan er slechts vijf de finish bereikten. Bij de twee uitvallers waren Eric Oliver en Stanley Dibben, die tot dat moment om de leiding vochten met Cyril Smith/Les Nutt. Die laatsten namen met hun "normale" Norton Manx-Watsonian-combinatie de leiding in het kampioenschap, voor Oliver/Dibben met de experimentele Norton Silver Fish.
GP van Zwitserland, Bremgarten
Eric Oliver en Stanley Dibben wonnen weliswaar de zijspanrace, maar hun stalgenoten Cyril Smith/Les Nutt beperkten de schade door tweede te worden en bleven aldus aan de leiding van het wereldkampioenschap. Willy Noll/Fritz Cron reden hun BMW met RS 53-koningsasmotor naar de derde plaats, maar het was al duidelijk dat de wereldtitel naar Norton zou gaan.
GP des Nations, Monza
Cyril Smith/Les Nutt kwamen weliswaar met twee punten voorsprong op Eric Oliver/Stanley Dibben naar Monza, maar ze hadden een groot nadeel. Oliver had zijn 24 punten te danken aan drie overwinningen en één nulscore, terwijl Smith één overwinning en drie tweede plaatsen had. Er moest echter één resultaat worden weggestreept en voor Oliver was dat uiteraard de nulscore. Smith moest echter zes punten wegstrepen en kon alleen wereldkampioen worden als Oliver lager dan de derde plaats finishte. Dat gebeurde echter niet. De beide Norton-combinaties leverden een geweldig gevecht, reden samen de snelste ronde en finishten met slechts 0,1 seconde verschil in het voordeel van Oliver/Dibben, die daardoor wereldkampioen werden. Inge Stoll versloeg in het zijspan van Jacques Drion haar toekomstige echtgenoot Manfred Grunwald, die in het zijspan van Fritz Hillebrand lag.

### Uitslagen zijspanklasse
|   | Datum       | Race               | Circuit           | 1e                           | 2e                        | 3e                                 | Snelste ronde                                          |
| - | ----------- | ------------------ | ----------------- | ---------------------------- | ------------------------- | ---------------------------------- | ------------------------------------------------------ |
| 1 | 5 juli      | GP van België      | Spa-Francorchamps | Eric Oliver / Stanley Dibben | Cyril Smith / Les Nutt    | Wiggerl Kraus / Bernhard Huser     | Eric Oliver / Stanley Dibben                           |
| 2 | 2 augustus  | GP van Frankrijk   | Rouen             | Eric Oliver / Stanley Dibben | Cyril Smith / Les Nutt    | Hans Haldemann / Josef Albisser    | Eric Oliver / Stanley Dibben                           |
| 3 | 15 augustus | Ulster Grand Prix  | Dundrod           | Cyril Smith / Les Nutt       | Pip Harris / Ray Campbell | Jacques Drion / Inge Stoll-Laforge | Eric Oliver / Stanley Dibben                           |
| 4 | 23 augustus | GP van Zwitserland | Bremgarten        | Eric Oliver / Stanley Dibben | Cyril Smith / Les Nutt    | Wilhelm Noll / Fritz Cron          | Eric Oliver / Stanley Dibben                           |
| 5 | 6 september | GP des Nations     | Monza             | Eric Oliver / Stanley Dibben | Cyril Smith / Les Nutt    | Jacques Drion / Inge Stoll-Laforge | Eric Oliver / Stanley Dibben en Cyril Smith / Les Nutt |

### Eindstand zijspanklasse
| Pos. | Coureur          | Bakkenist                         | Motorfiets       | Ptn.    |
| ---- | ---------------- | --------------------------------- | ---------------- | ------- |
| 1    | Eric Oliver      | Stanley Dibben                    | Norton-Watsonian | 32      |
| 2    | Cyril Smith      | Les Nutt                          | Norton-Watsonian | 26 (32) |
| 3    | Hans Haldemann   | Josef Albisser                    | Norton           | 12      |
| 4    | Jacques Drion    | Inge Stoll-Laforge                | Norton           | 10      |
| 5    | Pip Harris       | Ray Campbell                      | Norton           | 6       |
| 6    | Wilhelm Noll     | Fritz Cron                        | BMW              | 5       |
| 7    | Marcel Masuy     | Jules Nies                        | Norton           | 5       |
| 8    | Wiggerl Kraus    | Bernhard Huser                    | BMW              | 4       |
| 9    | Julien Deronne   | Bruno Leys                        | Norton           | 4       |
| 10   | Trevor Bounds    | Rob Kings                         | Norton           | 3       |
| 11   | Fron Purslow     | Dave Key                          | BSA              | 2       |
| 11   | Len Taylor       | Peter Glover                      | Norton           | 2       |
| 13   | Jean Murit       | Francis Flahaut                   | Norton           | 1       |
| 13   | Fritz Hillebrand | Manfred Grunwald en / Georg Barth | BMW              | 1       |

(Punten tussen haakjes zijn inclusief streepresultaten)

### Constructeurstitel zijspanklasse
| Pos. | Constructeur | Ptn.    |
| ---- | ------------ | ------- |
| 1    | Norton       | 32 (40) |
| 2    | BMW          | 9       |
| 3    | BSA          | 2       |

(Punten tussen haakjes zijn inclusief streepresultaten)